# クテノポマ
クテノポマ (Ctenopoma) は、スズキ目キノボリウオ科に属する下位分類群の一つである。
中央アフリカの河川に生息する。近年の研究により10cm以下の小型のものがミクロクテノポマ Microctenopoma 属に移行された。
比較的大型になるクテノポマ属はグラミーに似た木の葉のような側偏した体型をしているのに対し、ミクロクテノポマ属はベタのような若干細身の体型をしている。
繁殖形態は水面に泡で出来た巣を作って卵を産み付けるバブルネストビルダーである。

## 種類
クテノポマ15種、ミクロクテノポマ12種が記載されている。
レオパードクテノポマ (spotted ctenopoma)
学名 Ctenopoma acutirostre
体長20cm。コンゴ、ザイールに生息する。クテノポマの仲間では最もポピュラーに飼育されている種類で、養殖もされている。豹柄のスポット模様が特徴で、大型クテノポマとしては比較的おとなしいために人気がある。自然界ではまれに30cmを超える場合もある。
クテノポマ・キングスレイ
学名 Ctenopoma kingsleyae
体長20cm。セネガル、ナイジェリア、ガボン、カメルーンと他のクテノポマよりも西方に生息する。緑がかった灰色の体色をしており、性格はこの仲間としてはかなり凶暴なために混泳には注意が必要。
ミクロクテノポマ・アンソルギー （クテノポマ・アンソルギー）
学名 Microctenopoma ansorgei
体長8cm。コンゴ、ガボンに生息する。レオパードクテノポマと並んでアクアリウムにおいて飼育されることの多いクテノポマで、Microctenopoma 属の代表種でもある。調子のいい本種は体から背びれと尻びれにかけてオレンジ色に黒の縦縞が入るのが特徴であるが、通常は全体的に褐色を帯びた地味な体色をしている。